# Livéris Andrítsos
Livéris Andrítsos (grec moderne : Λιβέρης Ανδρίτσος), né le 31 décembre 1959, à Athènes, en Grèce, est un ancien joueur grec de basket-ball. Il évolue durant sa carrière au poste d'ailier fort.

## Palmarès
- Champion d'Europe 1987
- Finaliste du championnat d'Europe 1989
- Vainqueur des Jeux méditerranéens de 1979
- Coupe de Grèce 1983, 1986